# موميجي نيشيا
موميجي نيشيا (مواليد 30 أغسطس 2007) هي لاعبة تزلج على اللوح يابانية، حصلت على الميدالية الذهبية في أولمبياد 2020 لتصبح أصغر يابانية تحصل على ميدالية ذهبية.